# 川棚温泉
川棚温泉（かわたなおんせん）は、山口県下関市豊浦町川棚（旧国長門国）にある温泉。1886年の『日本鉱泉誌』では「鍵湯鉱泉」と紹介されている。

## 泉質
- 放射能泉（含弱放射能―カルシウム・ナトリウム―塩化物泉）

公衆浴場である「ぴーすふる青龍泉」をはじめ、多くの入浴施設では複数の源泉を混合した「川棚温泉ミックス泉」を使用している。そのなかで、旅館「小天狗」は自家源泉の「小天狗泉」を使用しており、湯の鮮度が新鮮で、温泉評論家の郡司勇などから高い評価を得ており、同館の源泉かけ流し風呂は日本温泉遺産を守る会により温泉遺産（源泉かけ流し風呂）に認定されている。また、旅館「小天狗」は日本源泉かけ流し温泉協会の加盟温泉旅館でもある。同旅館は小林裕彦により、「心を鬼にして選んだ地域別おすすめ温泉200選」に選ばれている。松田忠徳も、「内風呂、露天風呂から活きた済明な湯がかけ流しでふんだんにあふれ、感動的である」と評価している。

## 温泉街
下関市街から北に約25km、鬼ヶ城連山の山裾に開けている。長閑な雰囲気で、細い沿道に沿って和風旅館や温泉ホテルが軒を並べ、大正年間に建造された「玉椿旅館」は国の登録有形文化財（建造物）となっている。共同浴場（ぴーすふる青竜泉）は電気風呂やミストサウナなの設備を調えた温泉施設になっている。山口県を代表する温泉（「防長四湯」）の一つで、「下関の奥座敷」などと称されることがある。
温泉街の旅館や料亭では、熱した瓦の上で茶そばを焼いた名物の瓦そばを提供する店が多い。また、下関名物のふぐ料理が食べられる店も少なくない。温泉街にある菓子店では、名物の「川棚まんじゅう」、「瓦シュー」、「青龍の卵シュー」が販売されている。
周囲には響灘、青龍湖（舟郡ダム）、豊浦リフレッシュパーク、国清山自然公園、下関乗馬倶楽部などがあり、自然を存分に満喫出来る環境が揃っている。また、近郊には下関ゴルフ俱楽部や黒井漁協観光釣り堀、小串海水浴場などのレジャー施設があり、史跡としては三恵寺・妙青寺といった古刹がある。

## 歴史
川棚温泉開湯の伝承は二つある。その一つは欽明天皇の頃に遡る。当時、川棚温泉一帯は大きな沼地であり、沼地には青い竜が棲んでいたという。ある日、この地で大きな地震があり、沼地の水が熱湯に変わったため、青龍は死んでしまった。村人は青龍をあわれみ、青龍権現として祀った。その後、村人はこの沼地を埋めて田畑とし、幾年月が過ぎた後、沼地であったところを掘ったところ、温泉が湧き出たという。寿永2年（1183年）、時の領主であった平定盛はここに湯屋を建て、湯銭を定めて一般庶民に開放したという。青龍権現と呼ばれる松五神社があるのはその名残であり、今も尚守護神として崇められている。もう一つの伝承は、川棚江良の三恵寺の怡雲和尚が、室町時代の応永年間（1394年～1427年）に川棚に温泉があることを察知し、掘ったところ温泉が湧き出たという。
川棚温泉が初めて文献に登場するのは慶長15年（1610年）の検地帳であり、それによると湯屋敷九軒と記され、それ以前から温泉地としての集落があったことがうかがえる。その後は長府藩によって領内唯一の温泉場として保護され、天明2年（1782年）には長府藩により「川棚温泉定書」が制定され、身分・格式による入湯制限がなされた。幕末の地誌『豊浦藩村浦旧記』には、「町の湯」（湯坪四つ）と「無田の湯」（湯坪三つ）の二か所の入浴施設が記され、湯坪ごとに異なる湯銭が設定されていた。長府藩の藩主も度々湯治に赴き、奇兵隊士も川棚温泉に入湯したという。
明治4年（1871年）の廃藩置県により川棚温泉は民営となり、大正14年（1925年）に川棚温泉株式会社に権利を委譲した。昭和8年（1937年）には下湯（青龍泉）と上湯（寿永泉）の浴場を改修し、娯楽施設がつくられた。漂泊の詩人、種田山頭火はこの川棚を甚く気に入り、老後を過ごす庵を組むつもりでいたという。川棚の禅宗寺院妙青寺の境内には、山頭火の句碑「涌いてあふれる中にねている」が建っている。
1914年（大正3年）には長州鉄道が開業し温泉地の近くに川棚温泉駅が開設され、下関市とを結ぶ鉄道が通ることとなった。この路線は国に買収され山陰本線となり、現在ではJR西日本の路線となっている。川棚温泉駅は温泉街から約2km離れたところに設置されたため、川棚温泉駅と温泉街を結ぶ鉄道路線（温泉鉄道）が計画され、路盤や駅の工事は完了したものの、資金難により開通することなく放棄された（いわゆる未成線）。路盤の跡は現在県道豊浦清末線（青龍街道）となっている。
戦前までは朝鮮半島への渡航者の足場として、娯楽施設や芸妓置屋などもあり繁栄したが、戦後は交通事情の良化で客が長門湯本温泉に流れるようになった。そこで、旅館の改装・街灯の設置・国清山自然公園など散策地の整備をし、湯量増量のため新たにボーリングを行った。しかし、ボーリングでは所期の成果が上がらなかったため、地質調査を行ったうえで既存泉源のポンプアップによる湯量増量に成功した。官民出資の「川棚温泉開発株式会社」が設立され、増量した源泉を各旅館に配湯するしくみがととのえられた。
1952年にピアニストのアルフレッド・コルトーが来日した際、川棚温泉に3泊滞在。ホテルから見える響灘と、そこに浮かぶ無人島・厚島の景色に感激し、当時の川棚村村長に、「厚島を譲ってくれないか」と懇願したほどだという。コルトーが宿泊したホテル跡地に建設された「下関市川棚温泉交流センター」には、コルトーの設立したエコールノルマル音楽院の承諾の下、大交流室に「コルトーホール」の愛称が設けられている。

## アクセス
- 鉄道：山陰本線川棚温泉駅下車徒歩約20分またはタクシー約5分。
- バス：川棚温泉駅よりサンデン交通・ブルーライン交通もしくは下関駅よりサンデン交通で川棚温泉行き終点下車。
- 車：国道191号線又は山口県道244号下関川棚線
- 中国自動車道小月ICから約20分。